# Балишов Андрій Геннадійович
Андрі́й Генна́дійович Балишов (нар. 14 вересня 1991 — 19 серпня 2015) — старший солдат Збройних сил України, учасник російсько-української війни.

## Життєпис
Народився 1991 року в місті Біла Церква Київської області, з 1998-го проживав у селі Таборів Сквирського району. Закінчив Дулицьку ЗОШ, Білоцерківське ПТУ № 9, здобув спеціальність слюсаря, 2011-го — Білоцерківський механіко-енергетичний технікум, отримав диплом техніка з експлуатації та ремонту устаткування. Пройшов строкову службу в 2011—2012 роках, по тому працював на Білоцерківському заводі «Трібо», пресувальник гарячого формування.
28 січня 2015-го призваний за мобілізацією, старший солдат, сапер інженерно-саперної групи 15-го окремого мотопіхотного батальйону.
19 серпня 2015 року саперна група з 4 осіб наразилася на розтяжку під час виконання бойового завдання поблизу села Оріхове Попаснянського району. Загинули Андрій Балишов і командир, лейтенант Андрій Каплуновський, ще одного вояка у важкому стані доправлено до лікарні Сєвєродонецька.
22 серпня 2015-го похований у селі Таборів з військовими почестями. Проводжали усім селом.
Без Андрія лишилися батьки Тетяна Вікторівна та Геннадій Миколайович, старша сестра Оксана й наречена.

## Нагороди та вшанування
За особисту мужність, сумлінне та бездоганне служіння Українському народові, зразкове виконання військового обов'язку відзначений — нагороджений
- орденом «За мужність» ІІІ ступеня (16.1.2016, посмертно)[1]